# Zvonička Pustevny
Zvonička Pustevny je dřevěná roubená zvonice, která se nachází v horském sedle Pustevny v Moravskoslezských Beskydech na katastrálním území obce Trojanovice v okrese Nový Jičín ve Moravskoslezském kraji.

## Popis a historie stavby
Zvonička Pustevny patří mezi další známé secesní stavby navržené slovenským architektem Dušanem Jurkovičem. Byla postavená na počátku 20. století. Původní provedení barevné výzdoby zvoničky se nedochovalo, bylo však restaurováno v roce 1997 Františkem Procházkou a Ivanem Popovem. Restaurování bylo provedeno v souladu s původními Jurkovičovými plány uloženými ve Slovenském státním archívu v Bratislavě. Zvonička je ve správě Valašského muzea v přírodě.

## Další informace
Kolem zvoničky vede síť turistických značek a cyklostezek.

## Galerie

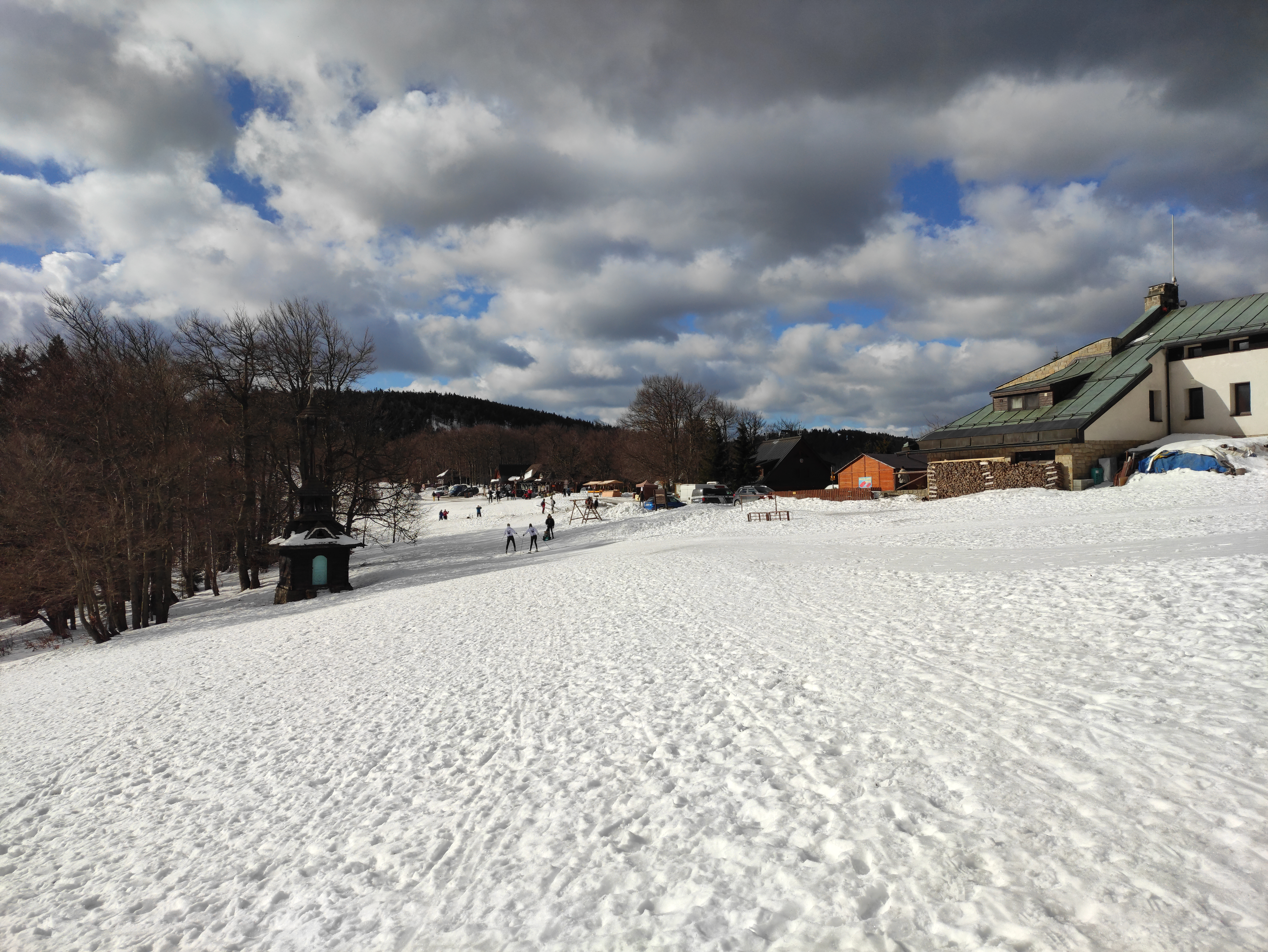
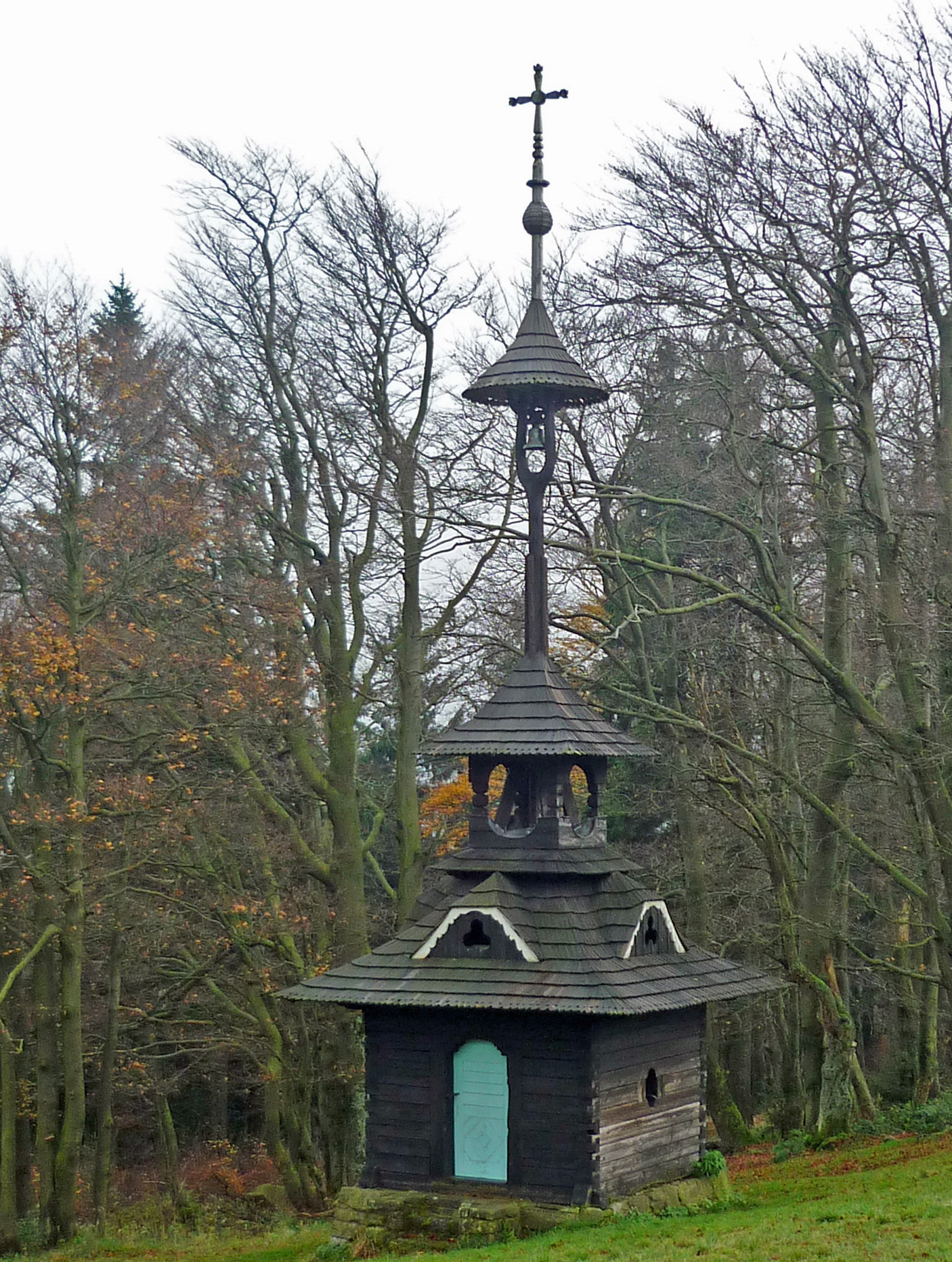
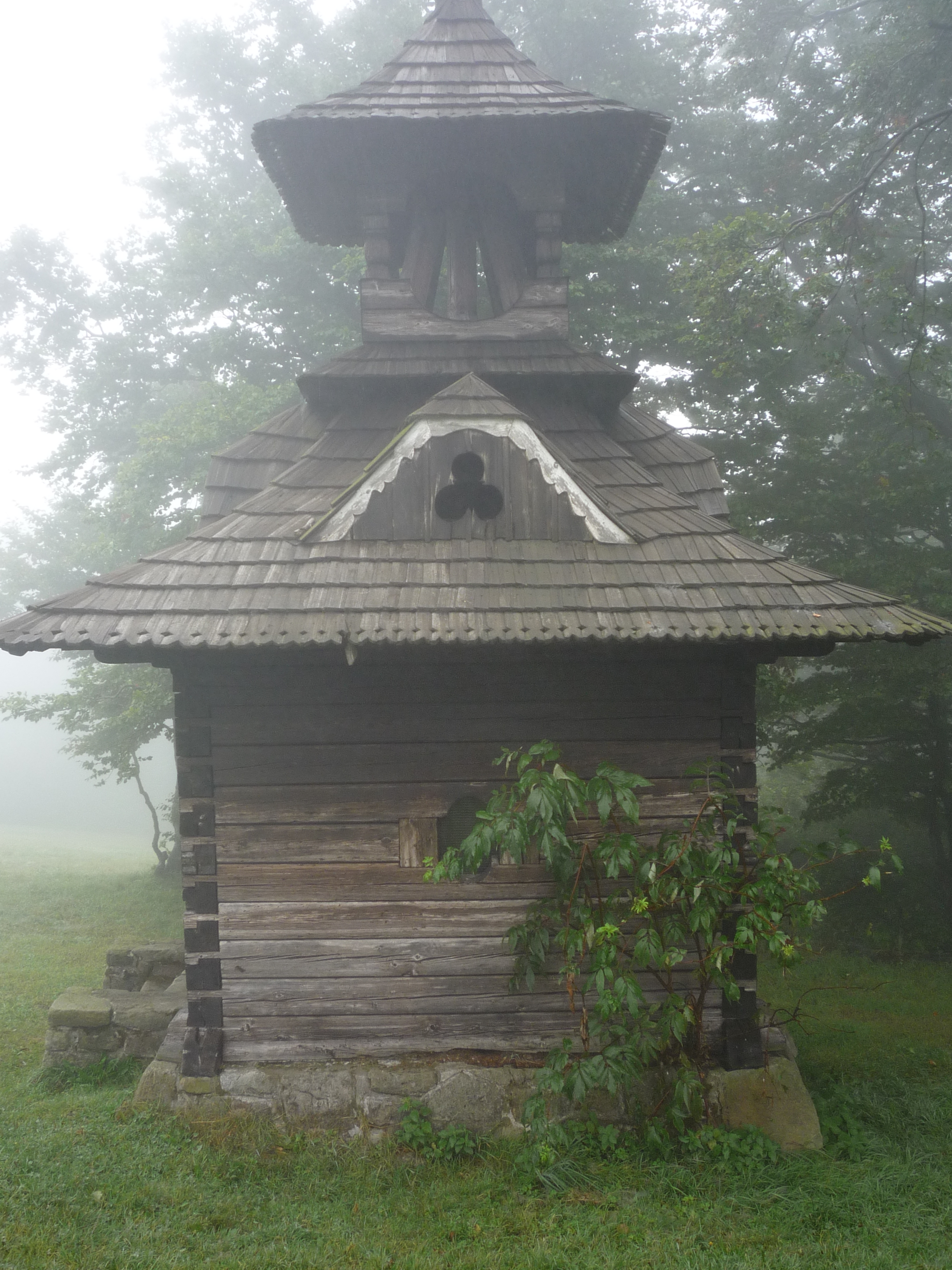
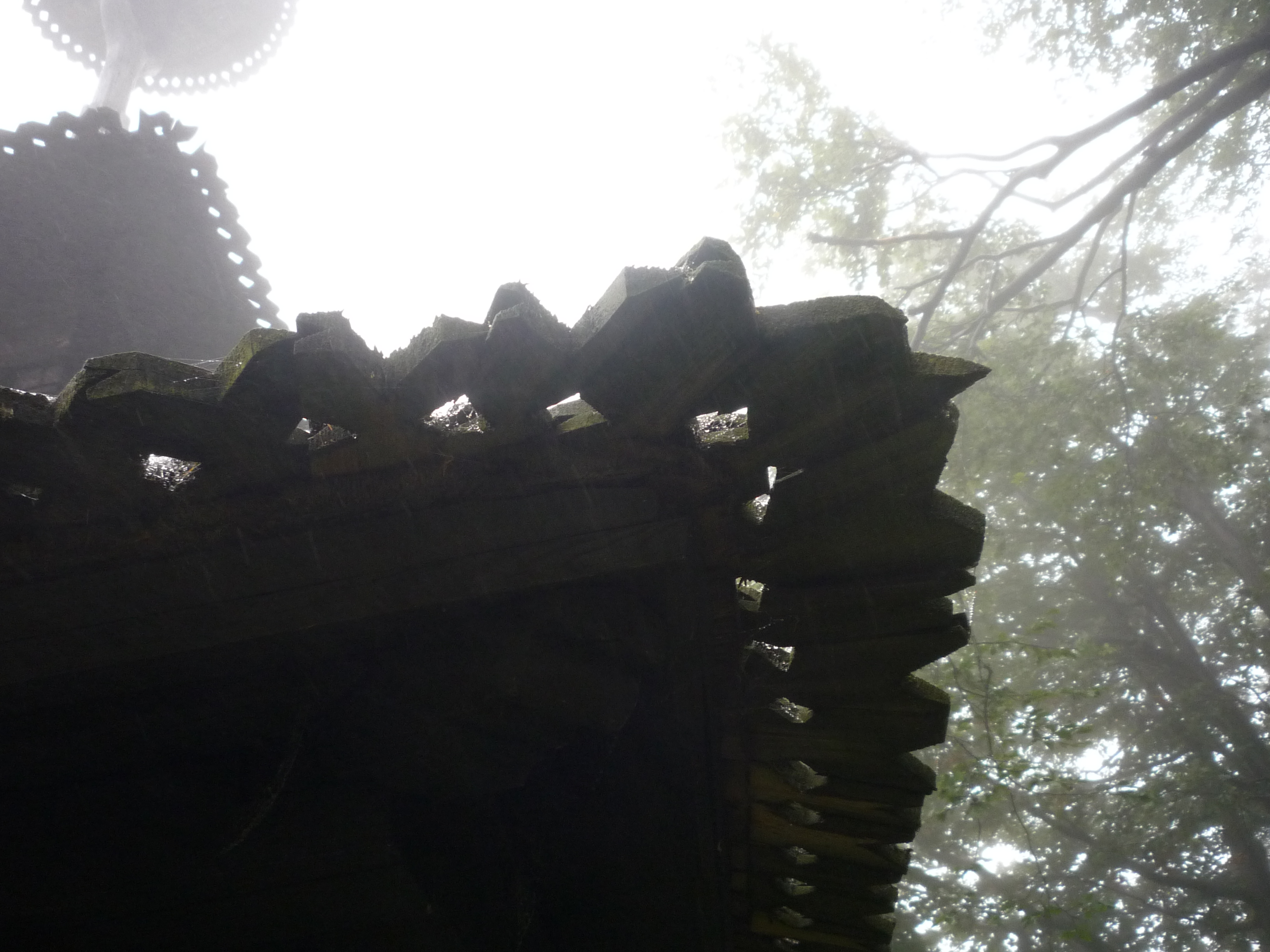
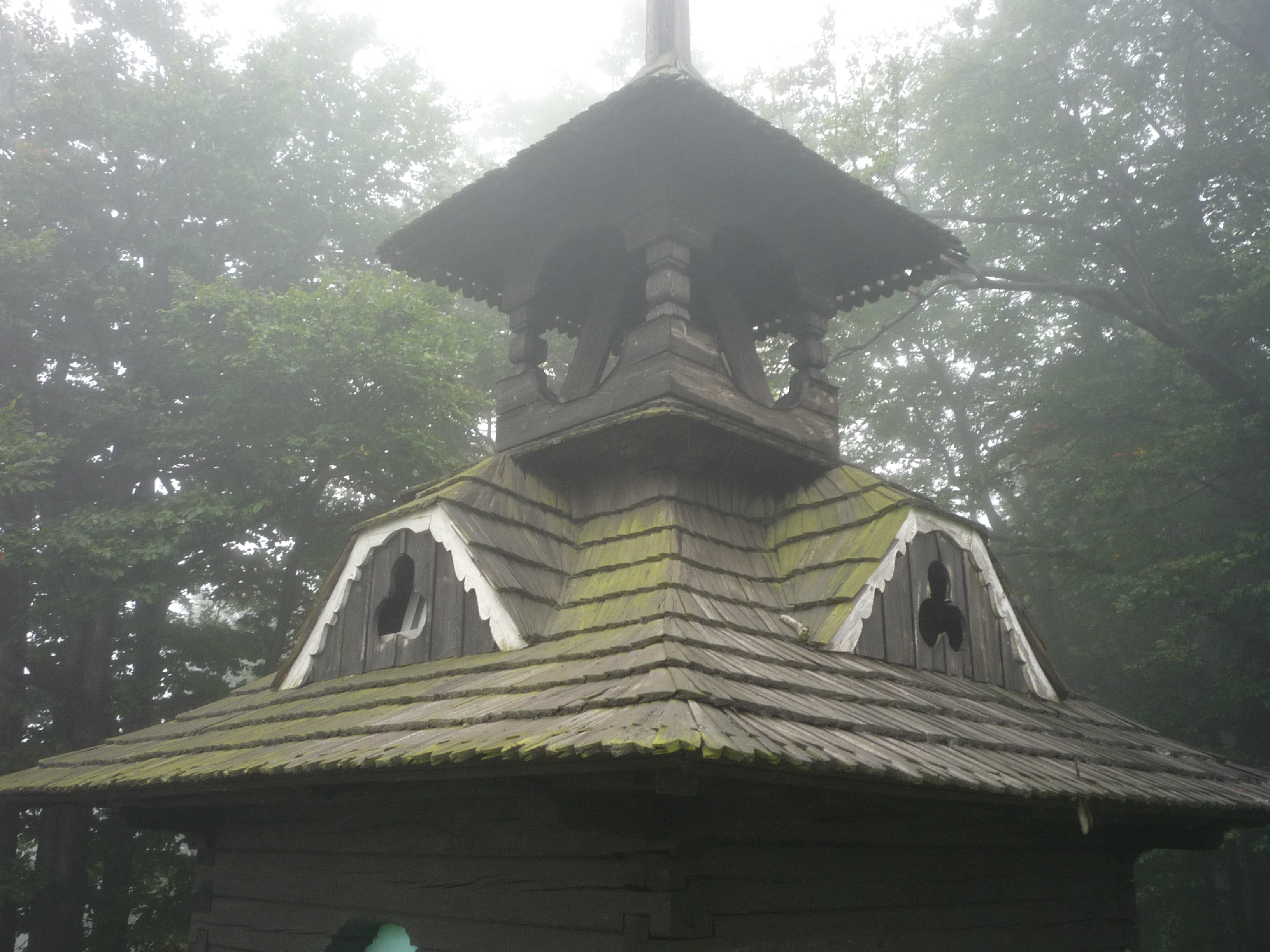